# Charlotte van Hannover
Charlotte Augusta Mathilde van Hannover (Londen, 29 september 1766 —  Ludwigsburg, 5 oktober 1828) was als oudste dochter van koning George III lid van de Britse koninklijke familie. Door haar huwelijk met koning Frederik I van Württemberg was ze koningin van Württemberg. Ze was de derde prinses met de titel Princess Royal.

## Jeugd
Charlotte werd geboren te Buckingham House, Londen. Ze was de oudste dochter en het vierde kind van koning George III en koningin Charlotte. Ze had nog drie oudere broers (George, Frederik August en Willem). Na haar werden nog elf kinderen geboren.
Als dochter van de regerende vorst kreeg Charlotte bij haar geboorte de titel Hare Koninklijke Hoogheid De Prinses Charlotte. Net als haar broers en zussen werd de prinses onderwezen door privéleraren en bracht ze het grootste gedeelte van haar jeugd door op Buckingham Palace, Kew Palace en Windsor Castle. Ze kreeg in 1789 de titel Princess Royal als oudste dochter van de Britse vorst.

## Huwelijk

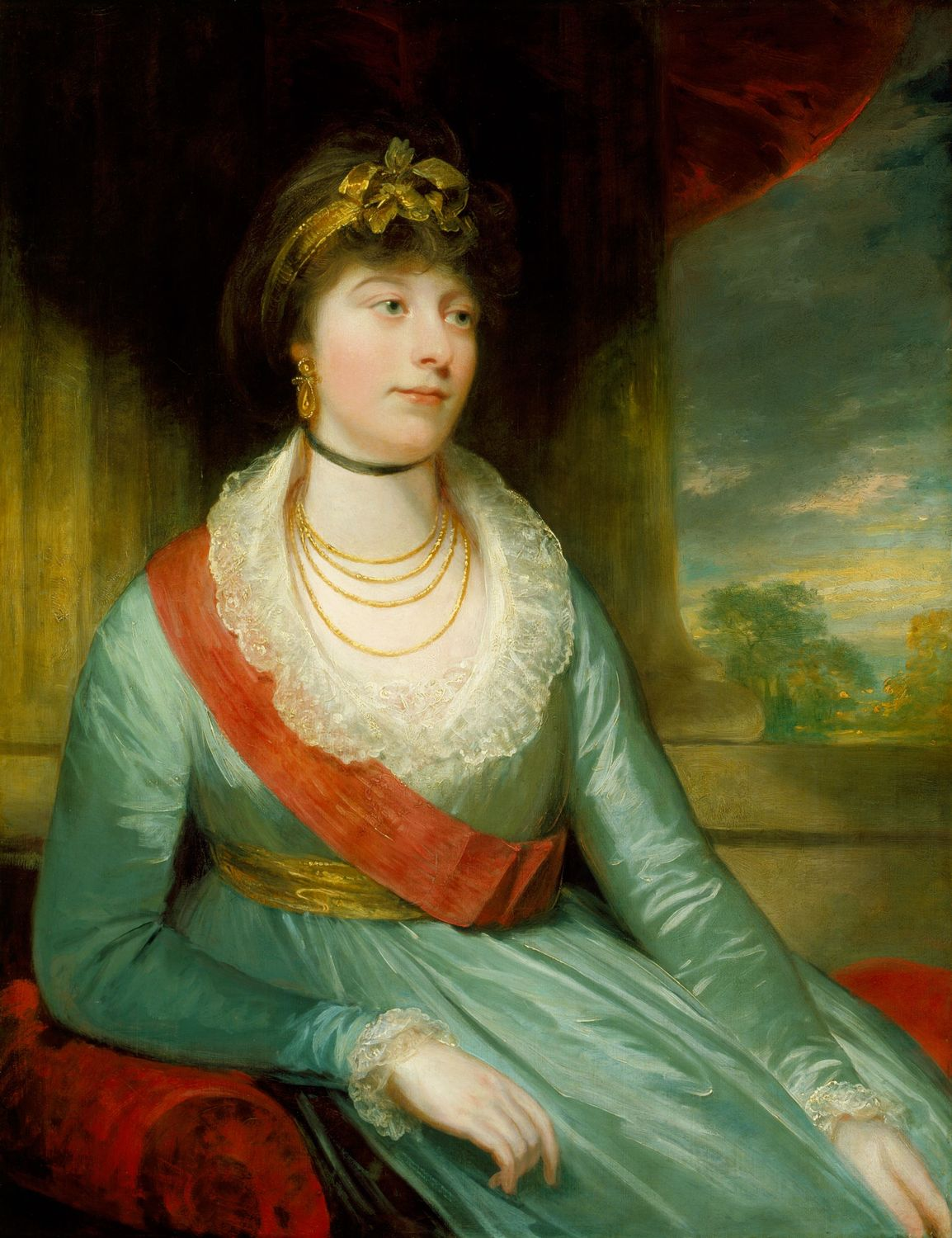
Prinses Charlotte, geschilderd door Henry William Beechey

Op 18 mei 1797 trad de prinses in Londen in het huwelijk met erfprins Frederik, de oudste zoon van hertog Frederik Eugenius van Württemberg en Frederika Dorothea Sophia van Brandenburg-Schwedt. De erfprins volgde zijn vader op in december  1797 als hertog van Württemberg. Hij had uit zijn eerste huwelijk al twee zoons en twee dochters van de overleden prinses Augusta Charlotte, dochter van Karel Willem Ferdinand van Brunswijk-Wolfenbüttel. Met prinses Charlotte kreeg hij in 1798 één kind; een doodgeboren dochtertje. 
In 1800 werd Württemberg bezet door het Franse leger en waren Charlotte en Frederik genoodzaakt naar Wenen uit te wijken. Hertog Frederik wist het jaar daarop een vredesverdrag op te stellen en nam de titel Keurvorst van Württemberg aan in 1803. Een paar jaar later veranderde hij de titel in Koning van Württemberg, waardoor Charlotte dus koningin werd. Door zijn vrede met Frankrijk kwam Frederik lijnrecht tegenover zijn schoonvader, de Engelse koning George III, te staan. Koningin Charlotte weigerde haar dochter in hun briefcorrespondentie koningin (van Westfalen) te noemen. In 1813 keerde Frederik zich weer tegen Frankrijk. Na de val van Napoleon werd hij alsnog bevestigd als koning. Hij stierf in 1816.

## Douairière
De douairière koningin van Württemberg bleef leven in het Ludwigsburg Paleis, waar ze vaak haar jongere broers en zussen als gasten ontving. Ze was de peettante van haar nichtje, prinses Victoria van Kent (de toekomstige koningin Victoria) in 1819. In 1827 keerde ze naar Engeland terug, voor het eerst sinds haar huwelijk, voor een operatie. Ze stierf het jaar daarop op het Ludwigsburg Paleis en werd begraven in de koninklijke crypte.

## Titels
- Hare Koninklijke Hoogheid De Prinses Charlotte (1766-1789)
- Hare Koninklijke Hoogheid De Princess Royal (1789-1797)
- Hare Koninklijke Hoogheid Hertogin Frederik van Württemberg (1797)
- Hare Koninklijke Hoogheid De Hertogin van Württemberg (1797-1803)
- Hare Koninklijke Hoogheid De Keurvorstin van Württemberg (1803-1806)
- Hare Majesteit De Koningin van Württemberg (1806-1816)
- Hare Majesteit Koningin Douairière Charlotte van Württemberg (1816-1828)

## Kwartierstaat (voorouders)
| George II van Groot-Brittannië (1683-1760)        | George II van Groot-Brittannië (1683-1760)        | George II van Groot-Brittannië (1683-1760)        | George II van Groot-Brittannië (1683-1760)        | George II van Groot-Brittannië (1683-1760)        | George II van Groot-Brittannië (1683-1760)        | Caroline van Brandenburg-Ansbach (1683-1737) | Caroline van Brandenburg-Ansbach (1683-1737) | Caroline van Brandenburg-Ansbach (1683-1737) | Caroline van Brandenburg-Ansbach (1683-1737) | Caroline van Brandenburg-Ansbach (1683-1737)       | Caroline van Brandenburg-Ansbach (1683-1737)       |                                                    |                                                    | Frederik II van Saksen-Gotha-Altenburg (1676-1732) | Frederik II van Saksen-Gotha-Altenburg (1676-1732) | Frederik II van Saksen-Gotha-Altenburg (1676-1732) | Frederik II van Saksen-Gotha-Altenburg (1676-1732) | Frederik II van Saksen-Gotha-Altenburg (1676-1732) | Frederik II van Saksen-Gotha-Altenburg (1676-1732) | Magdalena Augusta van Anhalt-Zerbst (1679-1740)   | Magdalena Augusta van Anhalt-Zerbst (1679-1740)   | Magdalena Augusta van Anhalt-Zerbst (1679-1740) | Magdalena Augusta van Anhalt-Zerbst (1679-1740) | Magdalena Augusta van Anhalt-Zerbst (1679-1740) | Magdalena Augusta van Anhalt-Zerbst (1679-1740) |                                    |                                    | Adolf Frederik II van Mecklenburg-Strelitz (1658-1708) | Adolf Frederik II van Mecklenburg-Strelitz (1658-1708) | Adolf Frederik II van Mecklenburg-Strelitz (1658-1708) | Adolf Frederik II van Mecklenburg-Strelitz (1658-1708) | Adolf Frederik II van Mecklenburg-Strelitz (1658-1708) | Adolf Frederik II van Mecklenburg-Strelitz (1658-1708) | Emilia van Schwarzburg-Sondershausen (1681–1751) | Emilia van Schwarzburg-Sondershausen (1681–1751) | Emilia van Schwarzburg-Sondershausen (1681–1751) | Emilia van Schwarzburg-Sondershausen (1681–1751) | Emilia van Schwarzburg-Sondershausen (1681–1751) | Emilia van Schwarzburg-Sondershausen (1681–1751) |                                                |                                                | Ernst Frederik I van Saksen-Hildburghausen (1681-1724) | Ernst Frederik I van Saksen-Hildburghausen (1681-1724) | Ernst Frederik I van Saksen-Hildburghausen (1681-1724)    | Ernst Frederik I van Saksen-Hildburghausen (1681-1724)    | Ernst Frederik I van Saksen-Hildburghausen (1681-1724)    | Ernst Frederik I van Saksen-Hildburghausen (1681-1724)    | Sofia Albertine van Erbach-Erbach (1683-1742)             | Sofia Albertine van Erbach-Erbach (1683-1742)             | Sofia Albertine van Erbach-Erbach (1683-1742) | Sofia Albertine van Erbach-Erbach (1683-1742) | Sofia Albertine van Erbach-Erbach (1683-1742) | Sofia Albertine van Erbach-Erbach (1683-1742) |  |  |  |  |  |  |  |  |  |  |  |  |  |  |  |  |  |  |  |  |  |  |  |  |  |  |  |  |  |  |  |  |  |  |  |  |  |  |  |  |  |  |  |  |  |  |  |  |
| George II van Groot-Brittannië (1683-1760)        | George II van Groot-Brittannië (1683-1760)        | George II van Groot-Brittannië (1683-1760)        | George II van Groot-Brittannië (1683-1760)        | George II van Groot-Brittannië (1683-1760)        | George II van Groot-Brittannië (1683-1760)        | Caroline van Brandenburg-Ansbach (1683-1737) | Caroline van Brandenburg-Ansbach (1683-1737) | Caroline van Brandenburg-Ansbach (1683-1737) | Caroline van Brandenburg-Ansbach (1683-1737) | Caroline van Brandenburg-Ansbach (1683-1737)       | Caroline van Brandenburg-Ansbach (1683-1737)       |                                                    |                                                    | Frederik II van Saksen-Gotha-Altenburg (1676-1732) | Frederik II van Saksen-Gotha-Altenburg (1676-1732) | Frederik II van Saksen-Gotha-Altenburg (1676-1732) | Frederik II van Saksen-Gotha-Altenburg (1676-1732) | Frederik II van Saksen-Gotha-Altenburg (1676-1732) | Frederik II van Saksen-Gotha-Altenburg (1676-1732) | Magdalena Augusta van Anhalt-Zerbst (1679-1740)   | Magdalena Augusta van Anhalt-Zerbst (1679-1740)   | Magdalena Augusta van Anhalt-Zerbst (1679-1740) | Magdalena Augusta van Anhalt-Zerbst (1679-1740) | Magdalena Augusta van Anhalt-Zerbst (1679-1740) | Magdalena Augusta van Anhalt-Zerbst (1679-1740) |                                    |                                    | Adolf Frederik II van Mecklenburg-Strelitz (1658-1708) | Adolf Frederik II van Mecklenburg-Strelitz (1658-1708) | Adolf Frederik II van Mecklenburg-Strelitz (1658-1708) | Adolf Frederik II van Mecklenburg-Strelitz (1658-1708) | Adolf Frederik II van Mecklenburg-Strelitz (1658-1708) | Adolf Frederik II van Mecklenburg-Strelitz (1658-1708) | Emilia van Schwarzburg-Sondershausen (1681–1751) | Emilia van Schwarzburg-Sondershausen (1681–1751) | Emilia van Schwarzburg-Sondershausen (1681–1751) | Emilia van Schwarzburg-Sondershausen (1681–1751) | Emilia van Schwarzburg-Sondershausen (1681–1751) | Emilia van Schwarzburg-Sondershausen (1681–1751) |                                                |                                                | Ernst Frederik I van Saksen-Hildburghausen (1681-1724) | Ernst Frederik I van Saksen-Hildburghausen (1681-1724) | Ernst Frederik I van Saksen-Hildburghausen (1681-1724)    | Ernst Frederik I van Saksen-Hildburghausen (1681-1724)    | Ernst Frederik I van Saksen-Hildburghausen (1681-1724)    | Ernst Frederik I van Saksen-Hildburghausen (1681-1724)    | Sofia Albertine van Erbach-Erbach (1683-1742)             | Sofia Albertine van Erbach-Erbach (1683-1742)             | Sofia Albertine van Erbach-Erbach (1683-1742) | Sofia Albertine van Erbach-Erbach (1683-1742) | Sofia Albertine van Erbach-Erbach (1683-1742) | Sofia Albertine van Erbach-Erbach (1683-1742) |  |  |  |  |  |  |  |  |  |  |  |  |  |  |  |  |  |  |  |  |  |  |  |  |  |  |  |  |  |  |  |  |  |  |  |  |  |  |  |  |  |  |  |  |  |  |  |  |
|                                                   |                                                   |                                                   |                                                   |                                                   |                                                   |                                              |                                              |                                              |                                              |                                                    |                                                    |                                                    |                                                    |                                                    |                                                    |                                                    |                                                    |                                                    |                                                    |                                                   |                                                   |                                                 |                                                 |                                                 |                                                 |                                    |                                    |                                                        |                                                        |                                                        |                                                        |                                                        |                                                        |                                                  |                                                  |                                                  |                                                  |                                                  |                                                  |                                                |                                                |                                                        |                                                        |                                                           |                                                           |                                                           |                                                           |                                                           |                                                           |                                               |                                               |                                               |                                               |  |  |  |  |  |  |  |  |  |  |  |  |  |  |  |  |  |  |  |  |  |  |  |  |  |  |  |  |  |  |  |  |  |  |  |  |  |  |  |  |  |  |  |  |  |  |  |  |
|                                                   |                                                   |                                                   |                                                   | Frederik van Groot-Brittannië (1707-1751)         | Frederik van Groot-Brittannië (1707-1751)         | Frederik van Groot-Brittannië (1707-1751)    | Frederik van Groot-Brittannië (1707-1751)    | Frederik van Groot-Brittannië (1707-1751)    | Frederik van Groot-Brittannië (1707-1751)    |                                                    |                                                    |                                                    |                                                    |                                                    |                                                    | Augusta van Saksen-Gotha (1719-1772)               | Augusta van Saksen-Gotha (1719-1772)               | Augusta van Saksen-Gotha (1719-1772)               | Augusta van Saksen-Gotha (1719-1772)               | Augusta van Saksen-Gotha (1719-1772)              | Augusta van Saksen-Gotha (1719-1772)              |                                                 |                                                 |                                                 |                                                 |                                    |                                    |                                                        |                                                        |                                                        |                                                        | Karel van Mecklenburg-Strelitz (1708-1752)             | Karel van Mecklenburg-Strelitz (1708-1752)             | Karel van Mecklenburg-Strelitz (1708-1752)       | Karel van Mecklenburg-Strelitz (1708-1752)       | Karel van Mecklenburg-Strelitz (1708-1752)       | Karel van Mecklenburg-Strelitz (1708-1752)       |                                                  |                                                  |                                                |                                                |                                                        |                                                        | Elisabeth Albertine van Saksen-Hildburghausen (1713-1761) | Elisabeth Albertine van Saksen-Hildburghausen (1713-1761) | Elisabeth Albertine van Saksen-Hildburghausen (1713-1761) | Elisabeth Albertine van Saksen-Hildburghausen (1713-1761) | Elisabeth Albertine van Saksen-Hildburghausen (1713-1761) | Elisabeth Albertine van Saksen-Hildburghausen (1713-1761) |                                               |                                               |                                               |                                               |  |  |  |  |  |  |  |  |  |  |  |  |  |  |  |  |  |  |  |  |  |  |  |  |  |  |  |  |  |  |  |  |  |  |  |  |  |  |  |  |  |  |  |  |  |  |  |  |
|                                                   |                                                   |                                                   |                                                   | Frederik van Groot-Brittannië (1707-1751)         | Frederik van Groot-Brittannië (1707-1751)         | Frederik van Groot-Brittannië (1707-1751)    | Frederik van Groot-Brittannië (1707-1751)    | Frederik van Groot-Brittannië (1707-1751)    | Frederik van Groot-Brittannië (1707-1751)    |                                                    |                                                    |                                                    |                                                    |                                                    |                                                    | Augusta van Saksen-Gotha (1719-1772)               | Augusta van Saksen-Gotha (1719-1772)               | Augusta van Saksen-Gotha (1719-1772)               | Augusta van Saksen-Gotha (1719-1772)               | Augusta van Saksen-Gotha (1719-1772)              | Augusta van Saksen-Gotha (1719-1772)              |                                                 |                                                 |                                                 |                                                 |                                    |                                    |                                                        |                                                        |                                                        |                                                        | Karel van Mecklenburg-Strelitz (1708-1752)             | Karel van Mecklenburg-Strelitz (1708-1752)             | Karel van Mecklenburg-Strelitz (1708-1752)       | Karel van Mecklenburg-Strelitz (1708-1752)       | Karel van Mecklenburg-Strelitz (1708-1752)       | Karel van Mecklenburg-Strelitz (1708-1752)       |                                                  |                                                  |                                                |                                                |                                                        |                                                        | Elisabeth Albertine van Saksen-Hildburghausen (1713-1761) | Elisabeth Albertine van Saksen-Hildburghausen (1713-1761) | Elisabeth Albertine van Saksen-Hildburghausen (1713-1761) | Elisabeth Albertine van Saksen-Hildburghausen (1713-1761) | Elisabeth Albertine van Saksen-Hildburghausen (1713-1761) | Elisabeth Albertine van Saksen-Hildburghausen (1713-1761) |                                               |                                               |                                               |                                               |  |  |  |  |  |  |  |  |  |  |  |  |  |  |  |  |  |  |  |  |  |  |  |  |  |  |  |  |  |  |  |  |  |  |  |  |  |  |  |  |  |  |  |  |  |  |  |  |
|                                                   |                                                   |                                                   |                                                   |                                                   |                                                   |                                              |                                              |                                              |                                              | George III van het Verenigd Koninkrijk (1738-1820) | George III van het Verenigd Koninkrijk (1738-1820) | George III van het Verenigd Koninkrijk (1738-1820) | George III van het Verenigd Koninkrijk (1738-1820) | George III van het Verenigd Koninkrijk (1738-1820) | George III van het Verenigd Koninkrijk (1738-1820) |                                                    |                                                    |                                                    |                                                    |                                                   |                                                   |                                                 |                                                 |                                                 |                                                 |                                    |                                    |                                                        |                                                        |                                                        |                                                        |                                                        |                                                        |                                                  |                                                  |                                                  |                                                  | Charlotte van Mecklenburg-Strelitz (1744-1818)   | Charlotte van Mecklenburg-Strelitz (1744-1818)   | Charlotte van Mecklenburg-Strelitz (1744-1818) | Charlotte van Mecklenburg-Strelitz (1744-1818) | Charlotte van Mecklenburg-Strelitz (1744-1818)         | Charlotte van Mecklenburg-Strelitz (1744-1818)         |                                                           |                                                           |                                                           |                                                           |                                                           |                                                           |                                               |                                               |                                               |                                               |  |  |  |  |  |  |  |  |  |  |  |  |  |  |  |  |  |  |  |  |  |  |  |  |  |  |  |  |  |  |  |  |  |  |  |  |  |  |  |  |  |  |  |  |  |  |  |  |
|                                                   |                                                   |                                                   |                                                   |                                                   |                                                   |                                              |                                              |                                              |                                              | George III van het Verenigd Koninkrijk (1738-1820) | George III van het Verenigd Koninkrijk (1738-1820) | George III van het Verenigd Koninkrijk (1738-1820) | George III van het Verenigd Koninkrijk (1738-1820) | George III van het Verenigd Koninkrijk (1738-1820) | George III van het Verenigd Koninkrijk (1738-1820) |                                                    |                                                    |                                                    |                                                    |                                                   |                                                   |                                                 |                                                 |                                                 |                                                 |                                    |                                    |                                                        |                                                        |                                                        |                                                        |                                                        |                                                        |                                                  |                                                  |                                                  |                                                  | Charlotte van Mecklenburg-Strelitz (1744-1818)   | Charlotte van Mecklenburg-Strelitz (1744-1818)   | Charlotte van Mecklenburg-Strelitz (1744-1818) | Charlotte van Mecklenburg-Strelitz (1744-1818) | Charlotte van Mecklenburg-Strelitz (1744-1818)         | Charlotte van Mecklenburg-Strelitz (1744-1818)         |                                                           |                                                           |                                                           |                                                           |                                                           |                                                           |                                               |                                               |                                               |                                               |  |  |  |  |  |  |  |  |  |  |  |  |  |  |  |  |  |  |  |  |  |  |  |  |  |  |  |  |  |  |  |  |  |  |  |  |  |  |  |  |  |  |  |  |  |  |  |  |
|                                                   |                                                   |                                                   |                                                   |                                                   |                                                   |                                              |                                              |                                              |                                              |                                                    |                                                    |                                                    |                                                    |                                                    |                                                    |                                                    |                                                    |                                                    |                                                    |                                                   |                                                   |                                                 |                                                 |                                                 |                                                 |                                    |                                    |                                                        |                                                        |                                                        |                                                        |                                                        |                                                        |                                                  |                                                  |                                                  |                                                  |                                                  |                                                  |                                                |                                                |                                                        |                                                        |                                                           |                                                           |                                                           |                                                           |                                                           |                                                           |                                               |                                               |                                               |                                               |  |  |  |  |  |  |  |  |  |  |  |  |  |  |  |  |  |  |  |  |  |  |  |  |  |  |  |  |  |  |  |  |  |  |  |  |  |  |  |  |  |  |  |  |  |  |  |  |
|                                                   |                                                   |                                                   |                                                   |                                                   |                                                   |                                              |                                              |                                              |                                              |                                                    |                                                    |                                                    |                                                    |                                                    |                                                    |                                                    |                                                    |                                                    |                                                    |                                                   |                                                   |                                                 |                                                 |                                                 |                                                 |                                    |                                    |                                                        |                                                        |                                                        |                                                        |                                                        |                                                        |                                                  |                                                  |                                                  |                                                  |                                                  |                                                  |                                                |                                                |                                                        |                                                        |                                                           |                                                           |                                                           |                                                           |                                                           |                                                           |                                               |                                               |                                               |                                               |  |  |  |  |  |  |  |  |  |  |  |  |  |  |  |  |  |  |  |  |  |  |  |  |  |  |  |  |  |  |  |  |  |  |  |  |  |  |  |  |  |  |  |  |  |  |  |  |
| George IV van het Verenigd Koninkrijk (1762-1830) | George IV van het Verenigd Koninkrijk (1762-1830) | George IV van het Verenigd Koninkrijk (1762-1830) | George IV van het Verenigd Koninkrijk (1762-1830) | George IV van het Verenigd Koninkrijk (1762-1830) | George IV van het Verenigd Koninkrijk (1762-1830) |                                              |                                              | Frederik van York (1763-1827)                | Frederik van York (1763-1827)                | Frederik van York (1763-1827)                      | Frederik van York (1763-1827)                      | Frederik van York (1763-1827)                      | Frederik van York (1763-1827)                      |                                                    |                                                    | Willem IV van het Verenigd Koninkrijk (1765-1837)  | Willem IV van het Verenigd Koninkrijk (1765-1837)  | Willem IV van het Verenigd Koninkrijk (1765-1837)  | Willem IV van het Verenigd Koninkrijk (1765-1837)  | Willem IV van het Verenigd Koninkrijk (1765-1837) | Willem IV van het Verenigd Koninkrijk (1765-1837) |                                                 |                                                 | Charlotte van Hannover (1766-1828)              | Charlotte van Hannover (1766-1828)              | Charlotte van Hannover (1766-1828) | Charlotte van Hannover (1766-1828) | Charlotte van Hannover (1766-1828)                     | Charlotte van Hannover (1766-1828)                     |                                                        |                                                        | Eduard August van Kent (1767-1820)                     | Eduard August van Kent (1767-1820)                     | Eduard August van Kent (1767-1820)               | Eduard August van Kent (1767-1820)               | Eduard August van Kent (1767-1820)               | Eduard August van Kent (1767-1820)               |                                                  |                                                  | Ernst August I van Hannover (1771-1851)        | Ernst August I van Hannover (1771-1851)        | Ernst August I van Hannover (1771-1851)                | Ernst August I van Hannover (1771-1851)                | Ernst August I van Hannover (1771-1851)                   | Ernst August I van Hannover (1771-1851)                   |                                                           |                                                           | ... + 6 zusters en 3 broers                               | ... + 6 zusters en 3 broers                               | ... + 6 zusters en 3 broers                   | ... + 6 zusters en 3 broers                   | ... + 6 zusters en 3 broers                   | ... + 6 zusters en 3 broers                   |  |  |  |  |  |  |  |  |  |  |  |  |  |  |  |  |  |  |  |  |  |  |  |  |  |  |  |  |  |  |  |  |  |  |  |  |  |  |  |  |  |  |  |  |  |  |  |  |

- Gemeinsame Normdatei: 101488971
- International Standard Name Identifier: 0000 0000 5490 2991
- Library of Congress Control Number: n2005047964
- Nationale Bibliotheek van Israël: 987007294353905171
- Nationale Bibliotheek van Polen: a0000003579024
- Nederlandse Thesaurus van Auteursnamen: 271536322
- SNAC: w6mx7m9v
- Union List of Artist Names: 500108294
- Virtual International Authority File: 43708100
- WorldCat: E39PBJdGKtMb87rWkgYr9RtxjC